# 77. Internationale Sechstagefahrt

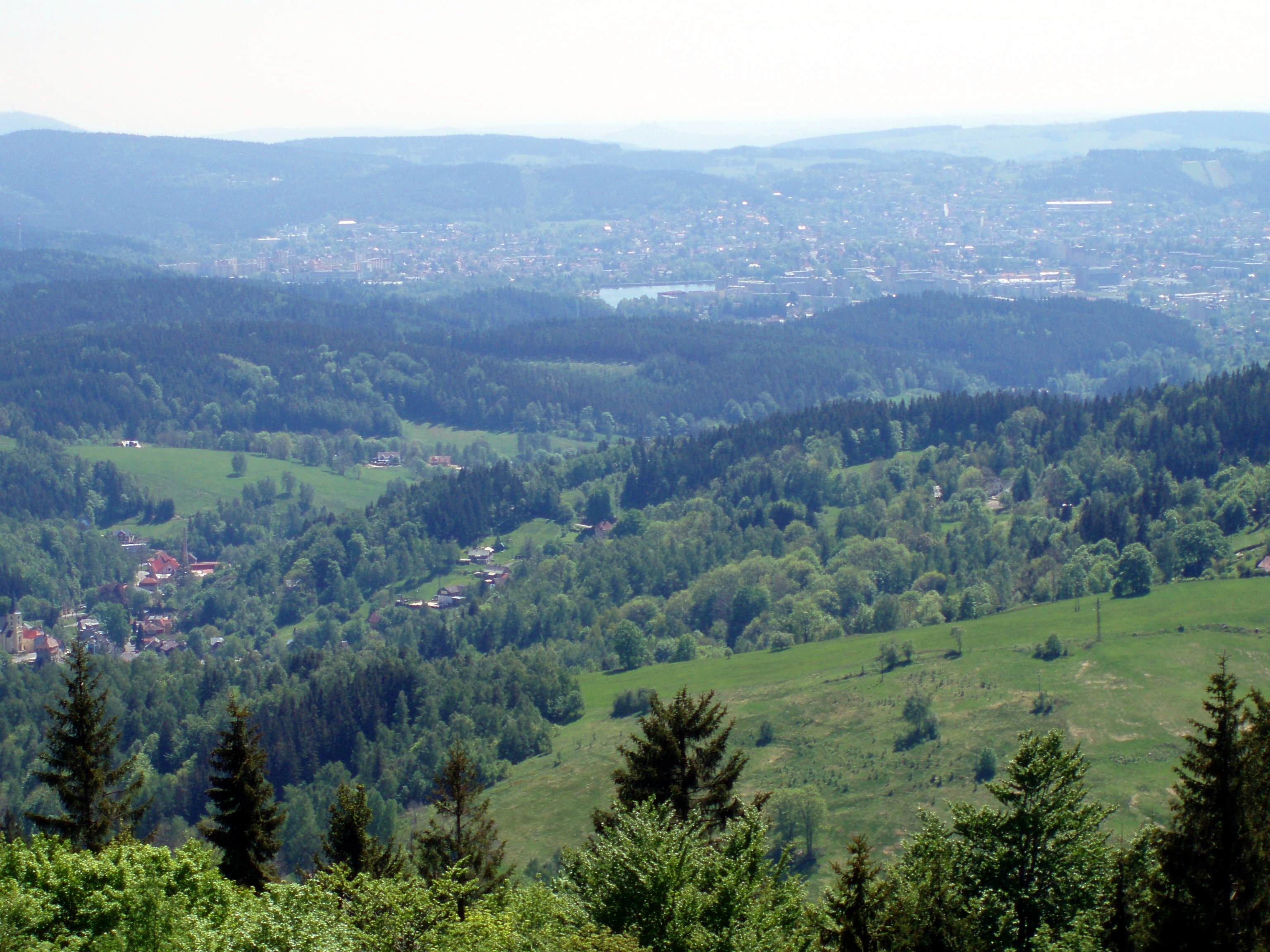
Jablonec nad Nisou, Start- und Zielort der einzelnen Etappen

Die 77. Internationale Sechstagefahrt war die Mannschaftsweltmeisterschaft im Endurosport und fand vom 24. bis 29. September 2002 im tschechischen Jablonec nad Nisou sowie dem Isergebirge statt. Die Nationalmannschaft Finnlands gewann zum vierten Mal die World Trophy. Die Nationalmannschaft Frankreichs konnte zum ersten Mal die Junior World Trophy gewinnen.

## Wettkampf

### Organisation
Die Veranstaltung fand zum ersten Mal in der 1993 neu gegründeten Tschechischen Republik statt.
Am Wettkampf nahmen 20 Teams für die World Trophy, 15 für die Junior World Trophy, 97 Clubmannschaften sowie 31 Einzelfahrer aus insgesamt 30 Nationen teil.
Deutschland nahm an der World Trophy und Junior World Trophy sowie mit sechs Clubmannschaften teil, ferner waren zwei deutsche Einzelfahrer am Start. Aus Österreich und der Schweiz nahmen eine bzw. zwei Clubmannschaften an der Veranstaltung teil.

### 1. Tag
Die Tagesetappe führte über insgesamt 310 Kilometer. Darin enthalten waren je zwei Moto-Cross- und Enduro-Tests als Sonderprüfungen.
Nach dem ersten Fahrtag führte in der World-Trophy-Wertung das Team aus Finnland vor Frankreich und Schweden. Im deutschen Team gab es gleich zwei Fahrerausfälle. Mirko Knorr schied aufgrund eines bei einem Sturz erlittenen Unterarmbruchs aus, Karsten Wills stürzte ebenfalls unglücklich und zog sich Verletzungen am Daumen sowie einen Gehirnerschütterung zu. Das Team verlor so alle Chancen auf eine vordere Platzierung.
In der Junior World Trophy führte das französische Team vor Finnland und Spanien. Die deutsche Mannschaft lag auf dem 7. Platz.

### 2. Tag
Es wurde die gleiche Etappe wie am Vortag gefahren.
Die World-Trophy-Wertung führte Finnland vor Schweden und Frankreich an. In der deutschen Mannschaft schied mit Thomas Ramsbacher der dritte Fahrer infolge einer Verletzung aus.
In der Junior World Trophy führte Frankreich vor Finnland und Italien.

### 3. Tag
Die Streckenlänge der Tagesateppe betrug 274 Kilometer, darin enthalten waren wieder je zwei Moto-Cross und Enduro-Tests.
In der World-Trophy-Wertung führte Finnland vor Frankreich und dem Vereinigten Königreich.
Die Junior-World-Trophy-Wertung führte wie am Vortag Frankreich vor Finnland und Italien an.

### 4. Tag
Am vierten Tag wurde wieder die Strecke des Vortags gefahren.
Am Ende des vierten Fahrtags führte in der World-Trophy-Wertung weiter Finnland vor Frankreich und Schweden.
In der Junior World Trophy führte Frankreich vor Italien und Spanien.

### 5. Tag
Die Strecke des fünften Fahrtags war insgesamt 298 Kilometer lang und beinhaltete wieder je zwei Moto-Cross und Enduro-Tests.
Die Zwischenstände nach dem fünften Fahrtag: In der World-Trophy-Wertung führte weiter das finnische Team vor Frankreich und Schweden.
In der Junior World Trophy führte Frankreich vor Portugal und Spanien. Das deutsche Team lag auf dem 5. Platz.

### 6. Tag
Am letzten Tag wurde eine kurze Etappe über 57 Kilometer nach Rychnov u Jablonce nad Nisou gefahren, wo das Abschlussrennen (Moto-Cross-Test) stattfand.

## Endergebnisse

### World Trophy
| Platz | Team                   |
| ----- | ---------------------- |
| 1.    | Finnland               |
| 2.    | Schweden               |
| 3.    | Frankreich             |
| 4.    | Vereinigtes Königreich |
| 5.    | Italien                |
| 6.    | Slowakei               |
| 7.    | Polen                  |
| 8.    | Belgien                |
| 9.    | Niederlande            |
| 10.   | Spanien                |
| 11.   | Norwegen               |
| 12.   | Australien             |
| 13.   | Tschechien             |
| 14.   | Ungarn                 |
| 15.   | Brasilien              |
| 16.   | Vereinigte Staaten     |
| 17.   | Lettland               |
| 18.   | Deutschland            |
| 19.   | Mexiko                 |
| 20.   | Kanada                 |

### Junior World Trophy
| Platz | Team                   |
| ----- | ---------------------- |
| 1.    | Frankreich             |
| 2.    | Portugal               |
| 3.    | Finnland               |
| 4.    | Deutschland            |
| 5.    | Tschechien             |
| 6.    | Schweden               |
| 7.    | Niederlande            |
| 8.    | Italien                |
| 9.    | Spanien                |
| 10.   | Vereinigtes Königreich |
| 11.   | Polen                  |
| 12.   | Vereinigte Staaten     |
| 13.   | Australien             |
| 14.   | Venezuela              |
| 15.   | Belgien                |

### Club Team Award
| Platz                      | Team                    |
| -------------------------- | ----------------------- |
| 1.                         | KBS UAMK Unhost I       |
| 2.                         | Kangsalan Moottorikerho |
| 3.                         | Wales B                 |
| 4.                         | DMSB Junioren           |
| 000{\displaystyle \vdots } |                         |
| 8.                         | DMSB 2                  |

### Einzelwertung
| Klasse                  | Klassensieger (Motorrad)    |
| ----------------------- | --------------------------- |
| bis 125 cm³ (Zweitakt)  | Stefan Merriman (Husqvarna) |
| bis 250 cm³ (Zweitakt)  | Samuli Aro (Husqvarna)      |
| bis 250 cm³ (Viertakt)  | David Fretigné (Yamaha)     |
| bis 400 cm³ (Viertakt)  | Juha Salminen (KTM)         |
| über 500 cm³ (Viertakt) | Mika Ahola (VOR)            |

Zeitschnellster Fahrer aller Klassen wurde Mika Ahola.

## Teilnehmer
| Staat                  | World Trophy Team | Junior World Trophy Team                                                                                              | Club-Teams |
| ---------------------- | --- | --- | --- |
| Australien             | Damian Smith (Yamaha 125) Shane Watts (KTM 125) Stefan Merriman (Husqvarna 125) Bradley Williscroft (KTM 175) Kirk Hutton (Yamaha 175) Ben Grabham (Yamaha 250)                                 | Kerry Green (Yamaha 125) Michael Oliver (KTM 175) Ryan Smart (Yamaha 250) Jacob Stapleton (TM 250)                    | Motorcycling Australia 1 Motorcycling Australia 2 Oyster Bay 1 |
| Belgien                | Jean Francois Goblet (GasGas 125 2T) Mikael Despotin (KTM 175 2T) Bertrand Bailleux (Yamaha 250 4T) Eric Piraux (Yamaha 250 4T) Raphael Leclerq (KTM 400 4T) Johan Boonen (KTM 500 4T)          | Luc Smeesters (KTM 125 2T) Nicolas Simar (Husqvarna 175 2T) Benoit Monseu (KTM 250 4T)                                | Belgium Club Dinant MC M.C. Gembloux Warrant Motos |
| Brasilien              | Alexandre Fernandez (KTM 125) Luiz Felipe Bastos (KTM 175) Felipe Zanol (Husqvarna 175) Bernardo Magalhaes (KTM 175) Marcio Rogiero Nascimento (GasGas 400 4T) Pelmio Simoes (Husqvarna 500 4T) | | |
| Dänemark               | | | Dansk off road MC 1 Einzelfahrer |
| Deutschland            | Mirko Knorr (Husqvarna 175) Swen Enderlein (KTM 175) Rüdiger Bachmann (Husqvarna 250) Thomas Ramsbacher (Suzuki 400 4T) Karsten Wills (Husaberg 500 4T) Patrick Heß (Yamaha 250)                | Stefan Geyer (Husqvarna 125) Maik Fleischer (KTM 175) Marcus Kehr (Husqvarna 125) Ralf Scheidhauer (Husqvarna 500 4T) | ADAC Sachsen ADAC Sachsen Junioren ADAC Württemberg DMSB 1 DMSB 2 DMSB 3 2 Einzelfahrer |
| Finnland               | Petteri Silvan (Husqvarna 125) Petri Pohjamo (GasGas 125) Samuli Aro (Husqvarna 250) Juha Salminen (KTM 400) Jani Laaksonen (GasGas 400) Mika Ahola (VOR 500)                                   | Jari Mattila (GasGas 249) Marko Tarkkala (Husaberg 449) Riku Riihelainen (TM 124) Valtteri Salonen (KTM 124)          | Hyvankaan Mootorikerho Kangasalan Mootorikerho Podasjoen Mootorikerho Salpausselan |
| Frankreich             | Johann Pelleteret (Husqvarna 125) Sébastien Guillaume (Husqvarna 175) Emmanuel Albepart (GasGas 175) Marc Germain (Yamaha 250) David Frétigné (Yamaha 250) Olivie Samofal (Husaberg 400)        | Julien Dubac (KTM 125) Raphaël Andre (GasGas 125) Damien Miquel (Husqvarna 125) Fabien Planet (Husqvarna 175)         | 2 Einzelfahrer |
| Griechenland           | | | ELPA 2 |
| Irland                 | | | TORC 7 Einzelfahrer |
| Israel                 | | | I.O.R.A. Israel off road |
| Italien                | Ivan Boano (Honda 125) Roberto Bazzurri (Husqvarna 125) Jarno Boano (Honda 175) Giuseppe Gallino (Honda 175) Stefano Passeri (Yamaha 175) Alessandro Botturi (KTM 500 4T)                       | Simone Albergoni (KTM 125) Giovanni Gritti (Honda 175) Andrea Beconi (Honda 175) Giuseppe Canova (Husqvarna 250)      | MC Bergamo Scuderia Cosarza Motoclub Italia under 21 Motoclub La Marca Trevigiana 9 Einzelfahrer |
| Japan                  | | | Nippon A Nippon B 1 Einzelfahrer |
| Kanada                 | Kelly Graffunder (KTM 175) Michel Metcalfe (KTM 175) Guy Perret (Husaberg 400 4T) Dave Neumeister (KTM 500 4T) Julien Cerny (KTM 500 4T) Doug Beer (Honda 500 4T)                               | | Holton off road riders |
| Lettland               | Armandis Jankovskis (KTM 125) Zygurds Mullers (GasGas 175) Arturs Robezinieks (KTM 400 4T) Janis Vinters (KTM 500 4T) Guntis Bercis (KTM 500 4T)                                                | | |
| Mexiko                 | Homero Diaz (KTM 125) Benedicto Gutierrez (GasGas 125) Jaime Garcia (KTM 125) Jean Paul Medina (KTM 125) Sergio Diaz (KTM 175) Cralo Gallardo (KTM 500 4T)                                      | | Club Team Mexico Club Team Monterrey 1 Einzelfahrer |
| Niederlande            | Franck Isfordink (KTM 125) Erwin Plekkenpol (TM 175) Tom Hemmelder (KTM 175) Michel Visser (Husqvarna 175) Dinand Thuhuis (KTM 250) Stephan Braakhekke (Husqvarna 400)                          | Geert Snellenberg (KTM 125) Hans Vogels (Kawasaki 125) Ralph Hubers (Yamaha 250) Bas van Hunnik (KTM 400)             | Arna Ben Van Erp. Team 1 Enterse MC M.C. de Olde Landschapriiders MC de Grapschapriides MC de Toerenteller 1 Einzelfahrer |
| Norwegen               | Gjermund Frostad (Yamaha 175) Thomas Dyrkorn (GasGas 175) Pal Anders Ullevalsetter (KTM 400 4T) Vidor Lier (KTM 400 4T) Glenn Olsen (KTM 400 4T) Vegar Berger Larsen (KTM 500 4T)               | | 2 Einzelfahrer |
| Österreich             | | | MSC Mattighofen |
| Polen                  | Lukasz Kedzierski (KTM 125) Lukasz Kurowski (KTM 125) Marek Przybysz (KTM 175) Piotr Krasuski (KTM 175) Hubert Dzianol (KTM 175) Bartosz Oblucki (Husqvarna 250 4T)                             | Michal Szuster (KTM 125) Marek Swiderski (KTM 125) Pawel Swiderski (KTM 125) Lukasz Bartosz (Honda 175)               | Club Team PZM Warszawa |
| Portugal               | | Walter Martins (KTM 125) Hélder Rodrigues (Honda 175) Paulo Goncalves (Honda 175) Sandro Silva (Honda 175)            | Bianchi Psota Competigoes MCFF Portugal |
| Slowenien              | | | 1 Einzelfahrer |
| Slowakei               | Jan Hrehor (KTM 125) Ivan Jakes (Honda 175) Zlatko Novosad (Husqvarna 175) Radek Matoska (Husaberg 400) Jaroslav Katrinak (VOR 500) Peter Koniar (Husqvarna 500)                                | | Diogo Slovakia Team |
| Spanien                | Xacob Agra (KTM 175) Isidre Esteve (KTM 250) Xavier Colomer (TM 400) Miki Arpa (VOR 500) Marc Coma (Husqvarna 500) Iván Cervantes (KTM +500 4T)                                                 | Daniel Llobet (Honda 125) Jordi Viladomas (Yamaha 250) Gerard Farres (KTM) Jordi Duran (KTM 500)                      | Clice motorclub Don Camillo e Peppone Gernika off road Sitges |
| Schweden               | Rikard Larsson (TM 125) Niklas Gustavsson (KTM 400) Daniel Persson (Yamaha 400) Anders Eriksson (Husqvarna 500) Björne Carlsson (Husaberg 500) Andreas Toresson (Husaberg 500)                  | Richard Hansson (KTM 125) Kristofer Almen (KTM 125) Daniel Johansson (GasGas 175) Lars-Erik Larsson (Yamaha 250)      | AMF Arsunda SMI MK |
| Schweiz                | | | Gelände Team Schweiz Norton |
| Tschechien             | Petr Kotrla (TM 125) Martin Gottvald (Husqvarna 250) Martin Macek (Yamaha 250) Roman Michalík (KTM 400) Milan Baros (KTM 250) Martin Kremel (Husaberg 500)                                      | Michal Rudolf (KTM 125) Vit Kuklik (KTM 125) Jan Holada (KTM 250) Martin Stodulka (KTM 250)                           | Autoclub Jawa Týnec nad Sázavou Bodro Team Enduro Sport CZ Enduro Sport CZ 2 Husaberg CZ KBS ÚAMK UNHOŠŤ I. KBS ÚAMK UNHOŠŤ II. KBS ÚAMK UNHOŠŤ III. KBS ÚAMK UNHOŠŤ IV. KTM CZ KTM CZ 2 KTM CZ 3 KTM CZ 4 Motoclub Jiřetín I. Motoclub Jiřetín II. Motorsport Bozkov Motorsport club Jablonec nad Nisou Olomoucký Racing Team Praga CZ Raka Team Bozkov SMS Enduro Jablonec nad Nisou SMS Enduro Tabor SP Moto Bohemia VTJ Benešov Army Team 8 Einzelfahrer |
| Ungarn                 | Istvan Nador (KTM 125) Laszlo Toth (Yamaha 175) Tamas Boros (Yamaha 175) Istvan Marko (KTM 400 4T) Peter Katai (KTM 500 4T) Akos Varga (KTM 500 4T)                                             | | 1 Einzelfahrer |
| Venezuela              | | Felipe Chanero (Husqvarna 125) Nicolas Carona (KTM 175) José Diaz (TM 400 4T) Fabian Birarda (TM 400)                 | 2 Einzelfahrer |
| Vereinigtes Königreich | Edward Jones (KTM 125) Juan Knight (GasGas 127) David Knight (Yamaha 175) Wayne Braybrook (Yamaha 175) Euan McConnell (Yamaha 175) Paul Edmondson (Husqvarna 400 4T)                            | Robert Jones (Yamaha 125) Stevie Roper (KTM 125) Dylan Jones (Yamaha 250 4T) Jonathan Williams (KTM 500 4T)           | Army MCA (A) Army MCA (B) Central Wales Autoclub Isle of man centre clubs R.P.M. Motorcycles S.A.C.U. Team England Wales A Wales B Wales C Wirrol off road Witley Warriors A Witley Warriors B |
| Vereinigte Staaten     | Fred Hoess (Husqvarna 125) Tim Taber (KTM 175) Brian Sperle (KTM 175) David Pearson (Kawasaki 175) Ron Schmelzle (Yamaha 175) Greg Gillian (Yamaha 250)                                         | Wallace Palmer (Husqvarna 125) Bill Radecky (Kawasaki 125) Jonathan Seehorn (KTM 125) Morgan Crawford (KTM 175)       | Boise ridge riders Colorado Dirt Riders Enduro Riders Motorcycle Club Family RUS Jafmar Racing Merced Dirt Riders Missouri Mudders Ridge Riders Motorcycle Club Seniors Team Enduro Trail riders of Houston 1 Einzelfahrer |